# Blues & Rock (zespół muzyczny)
Blues & Rock – polski zespół blues-rockowy, który wyłonił się z Blues Tria Wojciecha Skowrońskiego i w latach 1972–1976 był jego drugą grupą, a którą po trzech latach przerwy w działalności estradowyej, reaktywował i która od wiosny do jesieni 1979 roku działała pod nazwą „New Blues & Rock”.

## Historia
Wiosną 1972 roku po występie Blues Tria na X KFPP w Opolu. Jego lider, wokalista i pianista Wojciech Skowroński decyduje się na powiększenie składu swojego zespołu, zachowując dotychczasową sekcję rytmiczną, którą tworzyli: Andrzej Iskra (gitara basowa) i Przemysław Lisiecki (perkusja) oraz stałego współpracownika, akustyka Macieja Winiewicza, który grał także na instrumentach perkusyjnych i harmonijce ustnej. 
Latem 1972 roku do grupy dołączył Maciej Dobrzyński, który pełnił funkcję kierownika artystycznego, menedżera, a także perkusjonalisty. Zaś skład, który tworzyli: W. Skowroński, A. Iskra, P. Lisiecki, M. Winiewicz i Dobrzyński. Włączył do repertuaru formacji utwory o charakterze rhythm and bluesowym i rock and rollowym, czy też rockowym. To zainspirowało lidera zespołu do zmiany nazwy na Blues & Rock. 
20 października 1972 roku, już pod nowym szyldem, zespół wystąpił podczas XV Festiwalu Jazz Jamboree, który zarejestrowano i z którego wybrano utwory na EP-kę (No Sense In Worrying z rep. Otisa Spanna i Precious, Precious (Paraphrase) z rep. Isaaca Hayesa), która uznawana jest dziś za pierwszą płytę koncertową w Polsce. 
Szczyt popularności formacji Blues & Rock przypadł na lata 1973–1974, gdy późną jesienią 1972 roku rozpoczęła z nią współpracę żeńska grupa wokalna Rock & Blues w składzie: Ewa Góra (wł. Górzanka), Krystyna Stolarska i Halina Zielińska – wcześniej solistki zespołu Amazonki. W styczniu 1973 roku zespół Skowrońskiego zarejestrował w Warszawie utwory na swój pierwszy album pt. Blues & Rock. Po wydaniu płyty odeszła Halina Zielińska, zaś jej miejsce zajęła Teresa Głowacka. 
Blues & Rock Wojciecha Skowrońskiego wystąpił m.in. w XI KFPP w Opolu, „Poznańskich Muzykaliach”, „Częstochowskich Spotkaniach Jazzowych” (6-8.04.1973), „Dniach Kultury Polskiej” w Berlinie (1973), IV Lubelskich Spotkaniach Wokalistów Jazzowych” (1-3.06.1973) i „Intercopernicaliach” (14-17.09.1973). Grupa wylansowała takie przeboje jak: Kominiarz Johnny, Równy był gość, Gdybyś miał dwa życia, Blues to zawsze blues jest (nagroda za interpretacje na XI KFPP Opole '73) czy Ludzie, coś mi tutaj nie gra. 
Wiosną 1973 roku dołączył gitarzysta Edmund Klaus z którym już podczas XII KFPP w Opolu zespół wykonał utwory Alabama czy Ja to się cieszę byle czym. W listopadzie i grudniu 1974 roku nastąpiły kolejne zmiany personalne w składzie zespołu, ponieważ miejsce Andrzeja Iskry zajął Eugeniusz Orlicki (gitara basowa), zaś Przemysława Lisieckiego zastąpił Eryk Kulm (perkusja). Przestało też istnieć żeńskie trio wokalne Rock & Blues. 
Na początku roku 1975 Wojciech Skowroński wraz ze swoim Blues & Rockiem, nawiązał współpracę z łódzką orkiestrą Karola Nicze, co zaowocowało wspólnymi trasami koncertowymi z cyklu Kontrasty i porównania w latach 1975–1976, której organizatorem była Estrada Poznańska. 
Podczas tych występów na estradzie pojawiali się także: Andrzej Ellmann (gitara akustyczna), Roman Nowicki (gitara, instrumenty klawiszowe, śpiew); sekcja dęta w składzie: Jacek Delong (saksofon altowy i tenorowy), Jerzy Kiełczewski (trąbka), Zbigniew Karwacki (saksofon altowy, klarnet), Andrzej Szczepański (puzon) oraz solistki: Elżbieta Wojnowska, Halina Frąckowiak, Grażyna Łobaszewska i Ewa Sośnicka. 
Wiosną 1975 roku po niespełna trzech miesiącach Eryk Kulm opuścił zespół, zaś jego następcą został Waldemar Majewski. 29 grudnia tegoż roku Blues & Rock wziął udział w programie rozrywkowym pt. Blues przez cały rok – zarejestrowanym i emitowanym w TVP3 Warszawa (emisja prawdopodobnie miała miejsce dopiero 13 sierpnia 1976). Zaprezentował wówczas utwory: Stompin at the Savoy, Cały świat jaśnieje, Rock and roll i ja i Kiedy świat jest więcej wart. 19 stycznia 1976 roku zaś, wystąpił w TVP3 Poznań. 
W kwietniu 1976 roku zespół wystąpił na Międzynarodowej Wiośnie Estradowej i w wolnych chwilach między trasami koncertowymi, przygotował materiał na drugi album pt. Wojciech Skowroński, który został zarejestrowany w maju 1976 roku. Zaś prezentacja programu estradowego pt. Kontrasty i porównania trwała równo rok od stycznia 1975 do stycznia 1976 roku.
Latem tegoż roku działalność formacji Blues & Rock ustała. Była to decyzja Wojciecha Skowrońskiego, który zawiesił swą działalność artystyczną i koncertową na okres trzech lat.
Wiosną 1979 roku pianista wraz z perkusistą Przemysławem Lisieckim, reaktywował zespół pod nową nazwą „New Blues & Rock”. W składzie grupy znaleźli się ponadto: basista Marek Wojciechowski i gitarzysta Andrzej Rogal. Latem grupa zarejestrował cztery nowe utwory w PR Katowice (A przecież taki był i Jak ten dziadek, które skomponował Jerzy Milian oraz W dobrym tonie i Być we dwoje to dobre, lecz..., skomponowane przez Skowrońskiego – wszystkie do tekstów duetu autorskiego Andrzej Sobczak – Andrzej Kosmala). 
Dwa z nich znalazły się w czerwcowym (A przecież taki był – „Piosenka laureatka”) i wrześniowym (Jak ten dziadek) wydaniu „Plebiscytu Studia Gama” (1980) i obydwie ukazały się na kompilacyjnych kasetach magnetofonowych, dotyczących tego programu. 
Jednak pod koniec lat 70. szczyt popularności wykonywanego przez zespół gatunku muzycznego, należał do przeszłości. Czego konsekwencją były sporadyczne wyjazdy muzyków tylko na występy krajowe, które odbywały się w klubach studenckich, takich jak m.in. poznański "Słońce" w którym New Blues & rock zagrał pod koniec 1979 roku. Ostatecznie zespół przestał istnieć jesienią 1979 roku.

## Wybrana dyskografia[6]
- 1972: Blues & Rock, Wojciech Skowroński (EP, Polskie Nagrania „Muza” N-0712)
- 1973: Blues & Rock (LP, Polskie Nagrania „Muza” XL/SXL 0799)
- 1976: Wojciech Skowroński (LP, Pronit SX 1376)

## Kompilacje[6]
- 2017: Trochę żal (nagrania radiowe z lat 1970-1973) (Kameleon Records KAMCD 63)
- 2020: Rock and roll i ja (nagrania radiowe z lat 1973-1979) (Kameleon Records KAMCD 64)
- 2019: Blues to zawsze blues jest (nagrania koncertowe z lat 1970-1974) (Kameleon Records KAMCD 65)
- 2022: Za jasną rzeką (nagrania koncertowe z lat 1971–1979) (Kameleon Records KAMCD 66)